# Numerius Julius Caesar
 (août 2024).
Pour les articles homonymes, voir Iulius Caesar.
Numerius Julius Caesar est un sénateur romain du IIIe siècle av. J.-C.

## Biographie
Numerius est le fils de Lucius Julius Libo le Jeune, et le petit-fils de Lucius Iulius Libo, consul de la République romaine en 267 av. J.-C. Membre de la gens des Iulii, il est l'ancêtre de Jules César qui le fera descendre d'Iule, fils d'Énée, et petit-fils d'Anchise et de Vénus, mais Numerius lui-même ne semble pas avoir prétendu à cette généalogie.
Numerius Julius Caesar est le père de deux fils : Lucius Julius Caesar I et Sextus Julius Caesar I (trisaïeul de Caius Julius Caesar, dit Jules César).